# 바바 간누즈

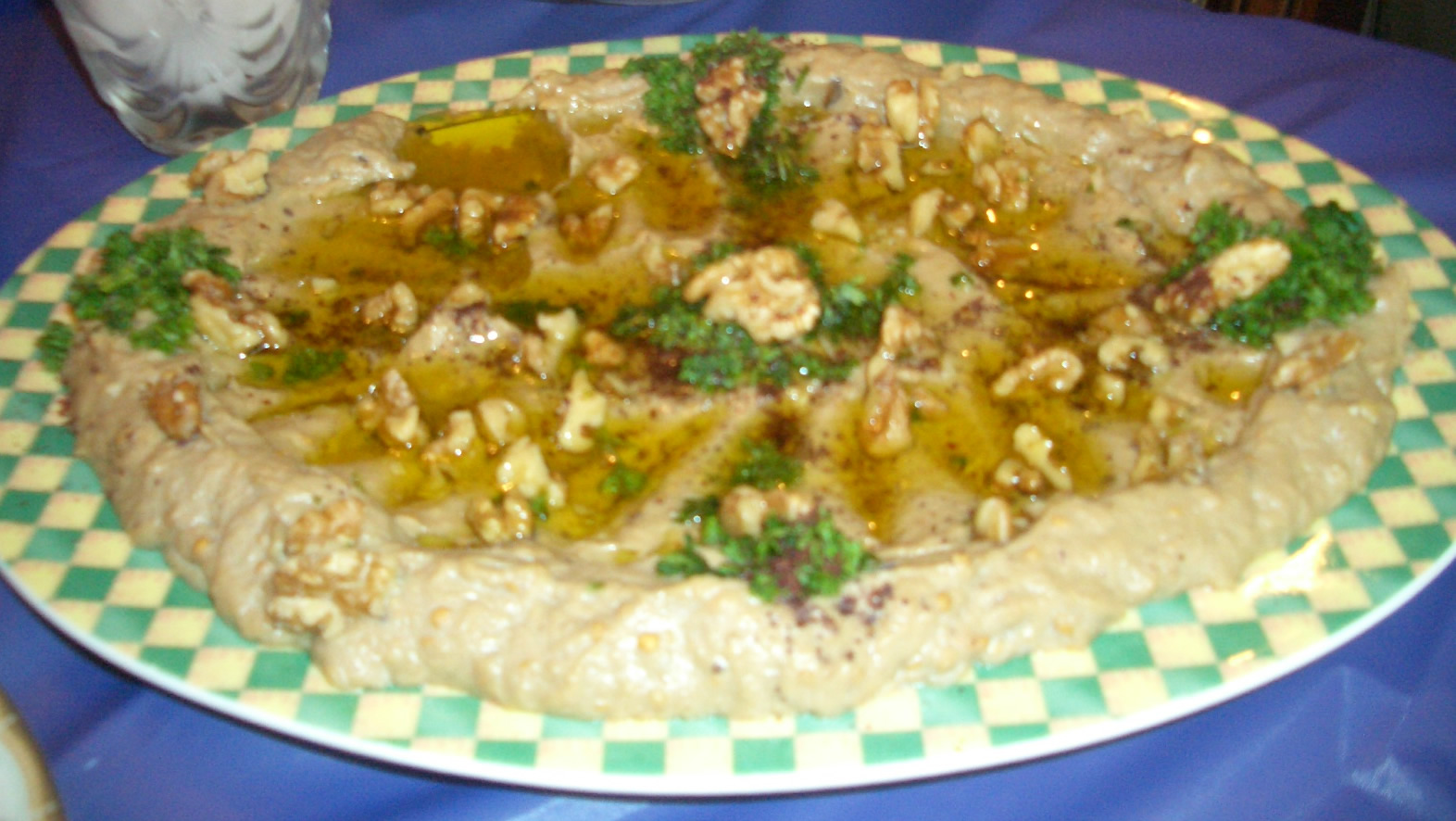
바바 간누즈

바바 간누즈(아랍어: بابا غنوج)는 중동의 음식이다. 구운 가지를 으깨어 올리브 오일 및 향신료와 섞어 만든다.